# Promozione Basilicata 1981-1982
Nella stagione 1981-1982 la Promozione era sesto livello del calcio italiano (il massimo livello regionale). Qui vi sono le statistiche relative al campionato in Basilicata.
Il campionato è strutturato in vari gironi all'italiana su base regionale, gestiti dai Comitati Regionali di competenza. Promozioni alla categoria superiore e retrocessioni in quella inferiore non erano sempre omogenee; erano quantificate all'inizio del campionato dal Comitato Regionale secondo le direttive stabilite dalla Lega Nazionale Dilettanti, ma flessibili, in relazione al numero delle società retrocesse dal Campionato Interregionale e perciò, a seconda delle varie situazioni regionali, la fine del campionato poteva avere degli spareggi sia di promozione che di retrocessione.

## Squadre partecipanti
| Club                     | Città (provincia)         | Stadio | Stagione precedente |
| ------------------------ | ------------------------- | ------ | ------------------- |
| Carlo Fortunato          | Senise (PZ)               |        |                     |
| U.S. Eraclea Policoro    | Policoro (MT)             |        |                     |
| Pol. Ferrandina          | Ferrandina (MT)           |        |                     |
| A.S. Genzano             | Genzano di Lucania (PZ)   |        |                     |
| U.S. Lagonegro           | Lagonegro (PZ)            |        |                     |
| U.S. Libertas Invicta    | Potenza                   |        |                     |
| Pol. Moliterno           | Moliterno (PZ)            |        |                     |
| Pol. Montescaglioso      | Montescaglioso (MT)       |        |                     |
| G.S. Murese              | Muro Lucano (PZ)          |        |                     |
| Palazzo Calcio           | Palazzo San Gervasio (PZ) |        |                     |
| S.C. Policoro            | Policoro (MT)             |        |                     |
| Calcio Pro Matera S.p.a. | Matera                    |        |                     |
| Pol. Real Genzano        | Genzano di Lucania (PZ)   |        |                     |
| Pol. Tolve               | Tolve (PZ)                |        |                     |
| Pol. Vaglio              | Potenza                   |        |                     |
| C.S. Vultur Rionero      | Rionero in Vulture (PZ)   |        |                     |

## Classifica finale
|  | Pos. | Squadra          | Pt  | G   | V   | N   | P   | GF    | GS    | DR  |
|  | ---- | ---------------- | --- | --- | --- | --- | --- | ----- | ----- | --- |
|  | 1.   | Eraclea Policoro | 48  | 30  | 22  | 4   | 4   | 50    | 11    | +39 |
|  | 2.   | Genzano          | 43  | 30  | 16  | 11  | 3   | 55    | 21    | +34 |
|  | 3.   | Real Genzano     | 43  | 30  | 18  | 7   | 5   | 51    | 21    | +30 |
|  | 4.   | Vultur Rionero   | 39  | 30  | 16  | 7   | 7   | 64    | 34    | +30 |
|  | 5.   | Policoro         | 37  | 30  | 16  | 5   | 9   | 51    | 32    | +19 |
|  | 6.   | Vaglio           | 37  | 30  | 15  | 7   | 8   | 43    | 37    | +6  |
|  | 7.   | Montescaglioso   | 35  | 30  | 13  | 9   | 8   | 40    | 29    | +11 |
|  | 8.   | Pro Matera       | 35  | 30  | 10  | 15  | 5   | 37    | 22    | +15 |
|  | 9.   | Ferrandina       | 33  | 30  | 12  | 9   | 9   | 53    | 35    | +18 |
|  | 10.  | Libertas Invicta | 30  | 30  | 12  | 6   | 12  | 36    | 42    | -6  |
|  | 11.  | Lagonegro        | 25  | 30  | 9   | 7   | 14  | 33    | 39    | -6  |
|  | 12.  | Moliterno        | 25  | 30  | 9   | 7   | 14  | 23    | 44    | -21 |
|  | 13.  | Tolve            | 22  | 30  | 7   | 8   | 15  | 28    | 31    | -3  |
|  | 14.  | Palazzo          | 11  | 30  | 4   | 3   | 23  | 19    | 71    | -52 |
|  | 15.  | Murese           | 8   | 30  | 3   | 4   | 23  | 27    | 80    | -53 |
|  | 16.  | Carlo Fortunato  | 5   | 30  | 2   | 3   | 25  | 19    | 98    | -79 |
|  |      |                  | 476 | 480 | 184 | 112 | 184 | 629 ? | 647 ? | 0   |